# 披针唇角盘兰
披针唇角盘兰（学名：Herminium singulum）为兰科角盘兰属下的一个种。

## 扩展阅读
- 維基物種上的相關：披针唇角盘兰